# Pál Sennyey

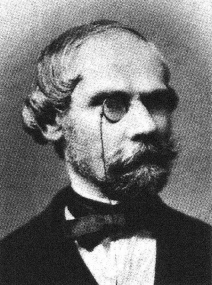
Pál Sennyey

Pál (Paul) Baron Sennyey von Kissenye (auch Pál von Sennyey, * 24. April 1824 in Buda; † 3. Januar 1888 in Budapest) war ein ungarischer Politiker, Präsident des Magnatenhauses und Landesrichter.

## Leben
Sennyey studierte Jura in Kassa und übernahm nach dem Tod seines Vaters 1840 die Verwaltung des Familienvermögens. Er begann die Beamtenlaufbahn 1841 als Honorar-Vizenotar im Komitat Zemplén und wurde 1844 Sekretär des k.u. Statthaltereirats. 1846 wurde Sennyey Präsidialsekretär an der Ungarischen Hofkanzlei in Wien und vertrat das Komitat Zemplén am Pozsonyer Landtag 1847/48 als konservativer, königstreuer Abgeordneter. Im Oktober 1848 zog er sich aus zunächst der Politik zurück, verfasste jedoch mit Gleichgesinnten Denkschriften an Kaiser Franz Joseph I., die als Ziel hatten zur ständischen Verfassung von 1848 zurückzukehren. Als Vizepräsident des Ungarischen Statthaltereirates nahm er auch an den Verhandlungen teil, die zum Oktoberdiplom führten, zog sich jedoch 1861 aus Misstrauen gegen das Februarpatent und Ministerpräsident Anton von Schmerling erneut ins Privatleben zurück. 1865 wurde er zum Tavernicus (Schatzmeister) ernannt und wurde, da die Stelle des Palatins unbesetzt war, Präsident des Ungarischen Statthaltereirats. Im selben Jahr wurde Sennyey Präsident des Magnatenhauses, legte jedoch sein Amt aus Protest gegen den Österreichisch-Ungarischen Ausgleich 1867 nieder. Von 1872 bis 1878 war Sennyey Reichstagsabgeordneter für den Wahlkreis Királyhelmec und von 1880 bis 1884 für den Wahlkreis Pozsony I. 1877 betraute ihn König Franz Joseph I. mit der Bildung eines Kabinetts, dies scheiterte jedoch. Ab 1884 war er erneut Präsident des Magnatenhauses und wurde im nächsten Jahr zum Landesrichter ernannt, der er bis zu seinem Tode blieb.